# کلودیوس تورینی

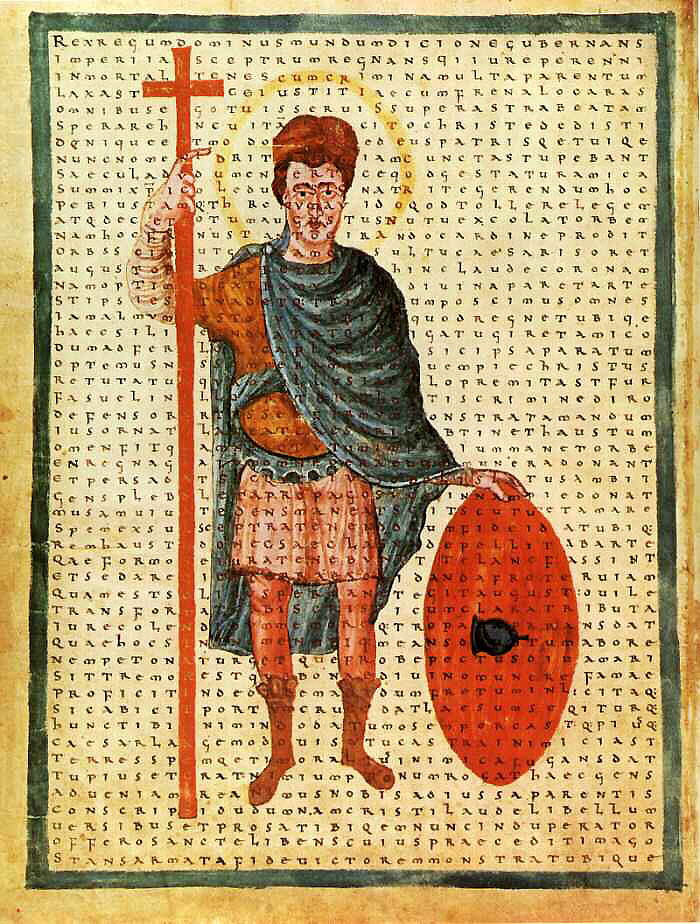
لوئی یکم (پارسا)، امپراتور مقدس روم و برای مدتی حامی اصلی کلودیوس بود.

کلودیوس تورینی (یا کلود) (810–827) اسقف کاتولیک تورین از ۸۱۷ تا زمان مرگش بود. او از درباریان لوئی پارسا بود و در دوران رنسانس کارولینژی نویسنده بود. او بیشتر به خاطر ترویجشمایل‌شکنی، ایده ای رادیکال در آن زمان در کلیسای لاتین و صحبت در مورد برخی آموزه‌ها که مفاهیم پیشا-پروتستانی را نشان می‌داد، مورد توجه است. البته که او به دلیل همین تفکرات به عنوان یک بدعت گذار در آثار مکتوب سنت دونگال و یوناس اورلئان مورد حمله قرار گرفت.

## اوایل دوره کاری و دربار امپراتوری (تا ۸۱۷)
گمان می‌رود کلودیوس اهل اسپانیا باشد. این باور ممکن است ریشه در اتهامات یوناس از اورلئان باشد که ادعا می‌کرد کلودیوس شاگرد فلیکس اورگل است. فلیکس اسقفی در دامنه‌های پیرنه اسپانیا بود که احتمالاً کلودیوس شخصاً او را می‌شناخته. فلیکس نهایتاً در سال ۷۹۴ توسط آلکوین در شورای فرانکفورت به دلیل آموزش فرزندخوانده خدا بودن عیسی محکوم شد. آنچه امروزه می‌دانیم این مسئله است که کلودیوس شاگرد فلیکس نبوده‌است. مشخص نیست اگر او اهل اسپانیا بوده، تحصیلات خود را در همان اسپانیا گذرانده یا در لیون زیر نظر اسقف اعظم لیدراد. احتمالاً لیدراد و همان‌طور که خود کلودیوس می‌گوید، همکلاسی‌هایش و امپراتور آینده لوئی پارسا بودند که کلودیوس را متقاعد کردند که تفاسیر انتقادی از کتاب مقدس را مطالعه کند و بر بخش‌های خاصی از آن تمرکز کند. کلودیوس همچنین به مطالعه در مورد پدران کلیسا نیز پرداخته‌است.
قبل از سال ۸۱۱ و زمانی که لوئی پارسا هنوز پادشاه آکیتن بود، کلودیوس را به دربار خود در چسنویل فرا خواند. در سال ۸۱۳، امپراتور شارلمانی، لوئیس تنها پسر قانونی خود را که زنده مانده بود، به دربار خود فرا خواند. در آنجا او را به عنوان وارث خود تاج گذاری کرد. سال بعد، شارلمانی درگذشت و لوئیس فرمانروای امپراتوری مقدس روم شد. او کلودیوس را به آخن، پایتخت امپراتوری آورد. در آنجا کلودیوس برای امپراتور و دربارش سخنرانی‌های تفسیری از کتاب مقدس ایراد کرد و حتی خود امپراتور از او درخواست کرد که سخنرانی‌های خود را به صورت مکتوب ارائه کند. کلودیوس عضو حلقه ای از نخبگان سکولار و سیاستمداران کلیسایی و عضو گروه creatura della corte di Aquisgrana ("مخلوق دربار آخن") بود. او در سال ۸۱۷ توسط لوئی به تورین فرستاده شد تا به عنوان اسقف مشغول به کار شود. کلودیس گزینه ای بود شامل ترکیبی از یک متکلم دینی و محقق و در جایگاهی مانند شهر تورین به دلیل تهدید حملات ساراسین دارای وظایف نظامی نیز بود، اما انتخاب او در آن زمان خاص عمدتاً بر اساس نیاز داشتن امپراتور به حامی در ایتالیا به دلیل شورش برنارد بود. . برنارد پسر نامشروع پادشاه پپن، سومین پسر شارلمانی بود. لوئی در سال ۸۱۷ امپراتوری را بین سه پسرش تقسیم کرد و ایتالیا را به پسر ارشد خود لوتیر داد. برنارد با حمایت اسقف تئودولف از اورلئان علیه عمویش شورش کرد. شورش سرکوب شد، اما این رویداد اعتبار امپراتور را در میان اشراف فرانک کاهش داد و این مسئله که اسقف تورین مردی وفادار به امپراتور باشد، اهمیتی دوچندان پیدا کرد.

## اسقف شدن–(817-827)
کلودیوس تحت عنوان اسقف تورین، متوجه شد که مردان اغلب برای توبه به زیارت رم می‌روند و عبادت کنندگان عادت داشتند با تعظیم در برابر تصاویر و یادگارها، مسیح و مقدسین را ستایش کنند. کلودیوس که از یک پیشینه تحصیل کرده آمده بود، چندان در معرض چنین شیوی عبادت کوته فکرانه ای قرار نداشت. او به استفاده از تصاویر، یادگارها و صلیب‌ها حمله می‌کرد، با زیارت‌ها برای گرفتن استغاثه مخالفت می‌کرد و به دلیل اعتقاد به اینکه همه اسقف‌ها برابر هستند، توجه چندانی به اقتدار پاپ نداشت.
کلودیوس از نظر دونگال و یوناس اورلئانی، بدعت گذار بود، آنها بعداً با درخواست از امپراتور برای رد برخی از آموزه‌های او نامه نوشتند. آخرین شغل ثبت شدهٔ کلودیوس در صومعه نووالسا در شهر تورین و در ماه مه سال ۸۲۷ است زمانی که دانگال پاسخ‌هایی در برابر عقاید انحرافی کلودیوس، اسقف تورین (Responsa contra peruersas Claudii Taurinensis episcopi sententias) را در اواخر سال ۸۲۷ تمام کرد، کلودیوس مرده بود، بنابراین می‌توان حدس زد که او در همان سال درگذشته است.

## نوشته‌ها

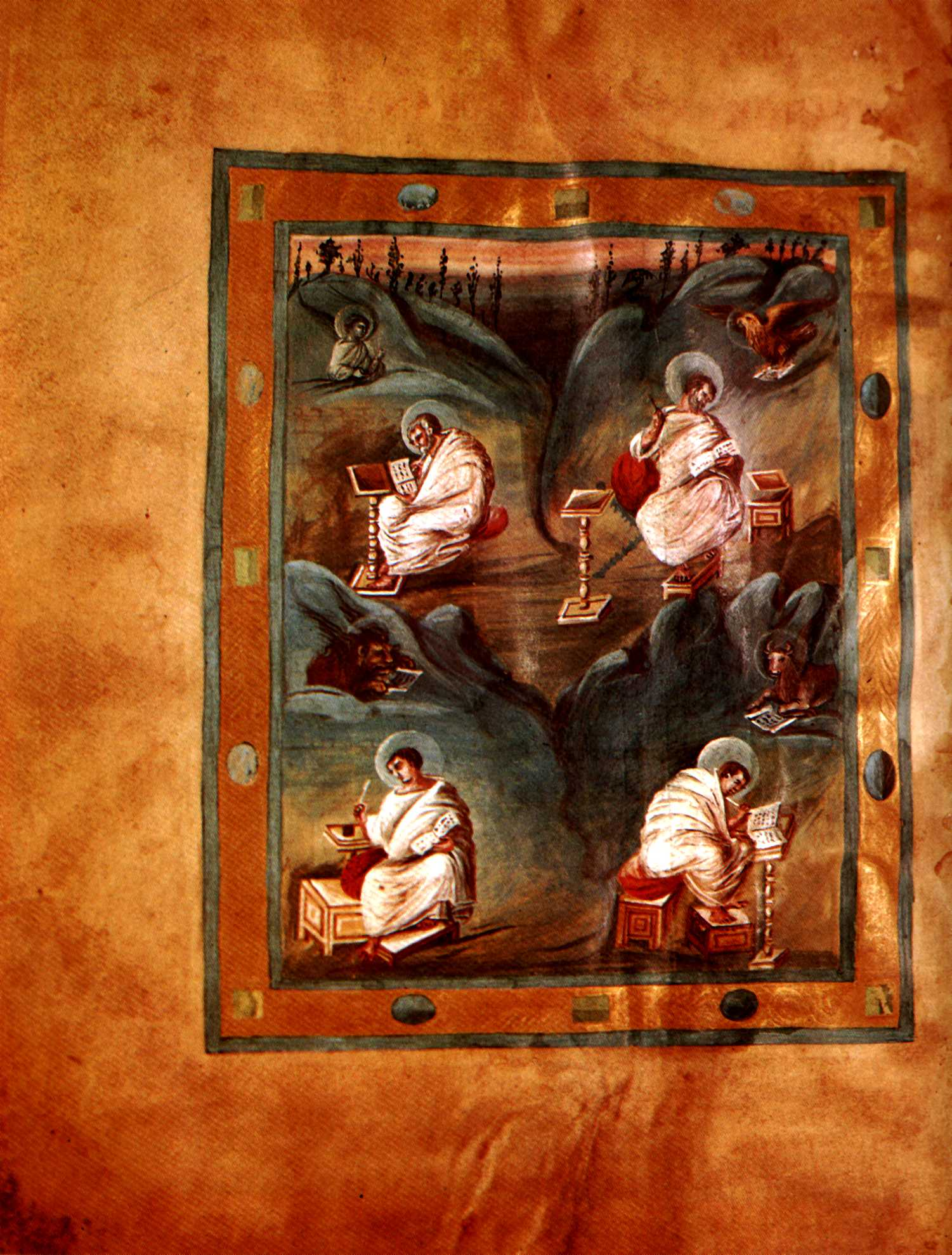
کلودیوس هنگام نوشتن تفاسیر خود به کتابهایی مانند اناجیل آخن دسترسی داشته.

کلودیوس هم نویسنده بود و هم رونویس. اگرچه بیشتر آثار موجود او تفسیرهای سادهٔ کتاب مقدس است، نوشته‌های او بسیار شخصی است. او در عصری که ایجاز و گمنامی رایج‌تر بود، تمایل زیادی به افشای جزئیات داشت. در حدود سال ۸۱۱، کلودیوس به درخواست امپراتور شرحی جامع و دایره المعارفی بر کتاب پیدایش تهیه کرد. این تفسیر قبل از اینکه برای اولین بار توسط هیرونیموس فروبن در سال ۱۵۳۱ در بازل چاپ شود، توسط یوهان الکساندر براسیکانوس در وین ویرایش شد. کلودیوس تحت تأثیر تعالیم آگوستین قرار گرفت.
کلودیوس همچنین برای کتاب‌هایی مثل لاویان، کتب تاریخی عهد عتیق، انجیل متی و تمامی رساله‌های پولس تفسیرهایی می‌نویسد. تفسیرهایی که قرن‌ها بعد توسط والدوسی‌ها و پروتستان‌ها بیان می‌شود. زمانی تصور می‌شد که او در واقع والدنسی‌ها را تأسیس کرده بود، اما این ایده در قرن نوزدهم رد شد. با این حال، رساله‌های او در باب نامه اول به قرنتیان و نامه دوم که به راهب بزرگ تئودمیر یکی از شاگردان احتمالی او فرستاده شده بود، توسط خود تئودور به آخن فرستاده شد تا توسط مجمع اسقف‌های قلمرو محکوم شود. تفاسیر قرنتی به صورت رسمی منتشر نشده بود، با این حال همین تفاسیر بود که باعث بحث و جدل در مورد نمادهای دین مسیحیت و زیارت شد. کلودیوس در نوشته‌های خود معتقد است که ایمان تنها شرط رستگاری است، برتری پطرس را انکار می‌کند، دعا برای مردگان را بی فایده می‌داند، به اعمال کلیسا حمله می‌کند و کلیسا را خطاپذیر می‌داند.
کلودیوس اصطلاح «استعاره سازمانی» دولت را در تفسیر اول قرنتیان معرفی کرد. او پیشنهاد کرد که همان‌طور که کلیسا بدن مسیح است، دولت نیز بدن امپراتور است. دربار امپراتوری با این اثر آشنا بود زیرا کلودیوس بعدها نوشت که علیرغم تلاش‌های دوست سابقش، تئودمیر نیسمس، برای محکوم کردن آن به عنوان بدعت، مورد استقبال دربار قرار گرفت. هیچ‌یک از آثار کلودیوس هرگز محکوم نشد و او تلاش کرد تا تأیید تئودمیر را دوباره به دست آورد، اما در نهایت مجبور شد یک عذرخواهی معروف علیه حملات مداوم تئودمیر بنویسد.
بین سالهای ۸۱۴ و ۸۱۶، کلودیوس همچنین یک کتاب دربارهٔ وقایع تاریخی نوشت، که با نامه ای به کشیشی به نام آدو شروع می‌شود. پس از آن نموداری از شجره نامهٔ عیسی که به انسان نخستین یعنی آدم بازمی‌گردد، نموداری که به همراه تفسیری از خود کلودیوس است. بخش پایانی، شش عصر جهان را که عمدتاً بر اساس سنت بید است، شرح می‌دهد. کلودیوس تلاش زیادی را صرف تاریخ گذاری وقایع عهد عتیق بر اساس تقویم مسیحی می‌کند.

## شمایل شکنی
کلودیوس متوجه شد که کلیساهای ایتالیا مملو از تصاویر و البته مردمی که «پرستندگان تصاویر» هستند، اگرچه گفته می‌شد که مردم خودِ تصاویر را ستایش نمی‌کنند، و در واقع شخصیت‌های مقدسی که آنها نمایندگی می‌کنند، می‌پرستند. کلودیوس همچنان آن را یک عمل بت پرستانه می‌دانست و ادعا می‌کرد که مشرکان نیز از استدلال‌های مشابهی برای پرستش تصاویر استفاده می‌کنند. او ستایش را برای خود شخصیت‌های مقدس می‌دانست و تصاویر را پلاژینیسم می‌دانست. او استدلال می‌کرد که مردم فقط باید خالق را بپرستند و نه خلقت را.
کلودیوس همچنین به احترام به صلیب مخالفت کرد، کلودیوس ادعا کرد که ما به جای پرستش صلیب، باید "صلیب خود را حمل کنیم (متی ۱۶:۲۴)"(به معنای روبرو شدن با نقاط ضعف شخصیت خودمان و نه فرار از آنها). کلودیوس هیچ احساس نسبت به داشتن قدردانی از نمادگرایی مذهبی نداشت و با تعصب نسبت به شمایل شکنی، خودش به یک افراطی متعصب تبدیل شد.